# Circaeaster agrestis
Circaeaster agrestis är en tvåhjärtbladig växtart som beskrevs av Carl Maximowicz. Circaeaster agrestis ingår i släktet Circaeaster och familjen Circaeasteraceae. Inga underarter finns listade i Catalogue of Life.